# Artur Żmijewski (artysta)
Artur Jacek Żmijewski (ur. 26 maja 1966 w Warszawie) – polski artysta multimedialny i redaktor artystyczny kwartalnika „Krytyka Polityczna”, związany z Galerią Foksal. Jeden z głównych przedstawicieli nurtu sztuki krytycznej.

## Życiorys
W latach 1990–1995 studiował na Wydziale Rzeźby Akademii Sztuk Pięknych w Warszawie. Uczeń pracowni „Kowalnia” Grzegorza Kowalskiego. Po studiach zajmował się fotografią oraz instalacją, uznając je za bardziej adekwatne dla wyzwań współczesnego świata.
W latach 90. należał do czołowych artystów nurtu sztuki krytycznej. Okres ten zamknął manifestem „Stosowane sztuki społeczne”, w którym wypracował nową formułę społecznego zaangażowania. W latach 1993–1997 wspólnie z Moniką Zielińską i Katarzyną Kozyrą wydawał pismo „Czereja”. W 2005 reprezentował Polskę w pawilonie narodowym na Biennale w Wenecji, gdzie pokazał pracę Powtórzenie – "reenactment" eksperymentu profesora Zimbardo. Wydarzenie to zostało uznane za kontrowersyjne i wzbudziło krytykę. W 2007 wydał zbiór wywiadów z artystami pt. „Drżące ciała”.
W latach 2009–2011 był członkiem Rady Programowej Zachęty Narodowej Galerii Sztuki. We wrześniu 2010 został wybrany kuratorem 7. Biennale Sztuki Współczesnej w Berlinie (festiwal w roku 2012). 
Związany z Fundacją Galerii Foksal.
Mieszka i pracuje w Warszawie.

## Działalność artystyczna

### Filmy
- 1995: Powściągliwość i praca (Temperance and Toil)
- 1996: Ja i AIDS (Me and AIDS)
- 1997: Ogród botaniczny ZOO (ZOO, The Botanic Garden)
- 1998: Oko za Oko (An Eye for an Eye)
- 1999: Berek (The Game of Tag)
- 2000: KR WP
- 2000: Sztuka kochania (An Art of Love)
- 2001: Karolina (Caroline)
- 2001: Na spacer (Out for a Walk)
- 2001: Lekcja śpiewu 1 (Singing Lesson 1)
- 2001: Zeppelintribüne
- 2003: Lekcja śpiewu 2 (Singing Lesson 2)
- 2003: Pielgrzymka (Pilgrimage)
- 2003: Nasz śpiewnik (Our Songbook)
- 2003: Itzik
- 2003: Lisa
- 2004: 80064
- 2004: Rendez-vous
- 2004: Zrób to sam (Do it Yourself)
- 2005: Powtórzenie (Repetition)
- 2005: Wybory.pl
- 2006: Polak w szafie
- 2007: Oni
- 2007: Wybrane prace
- 2009: Demokracje
- 2010: Katastrofa

### Instalacje

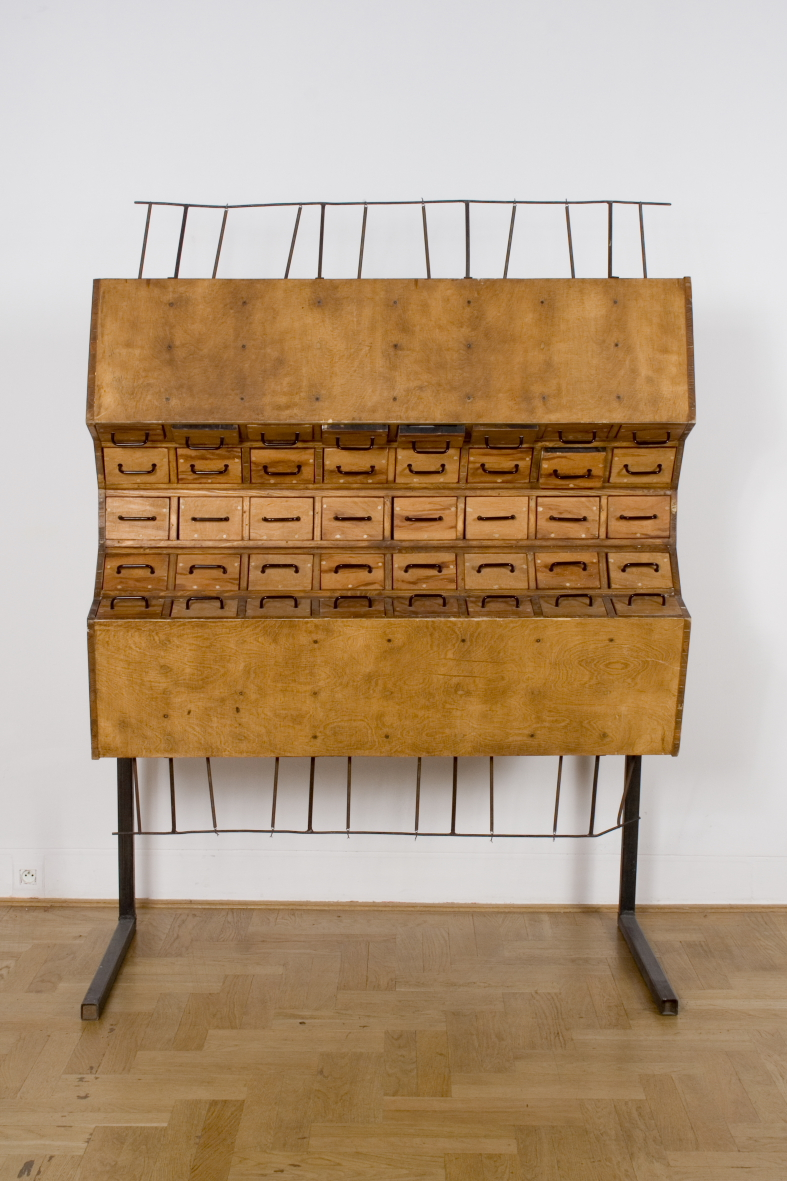
Artur Żmijewski: 40 szuflad, Zachęta Narodowa Galeria Sztuki

- 1994: Studia aktu (Nude Studies)
- 1995: 40 Szuflad (40 Drawers)

### Performance
- 1993: Obszar wspólny, obszar własny (Public space, private space)
- 1994: Monologi do ludzi (Monologues to People)

### Wystawy
- 1995: Akty, Galeria a.r.t., Płock
- 1995: Tożsamość Dzidzi, Galeria Przyjaciół A.R., Warszawa
- 1996: Śpiew sardynek, Galeria a.r.t., Płock
- 1998: Oko za oko, Centrum Sztuki Współczesnej Zamek Ujazdowski, Warszawa
- 1999: Ausgewahlte Arbeiten, Galeria Wyspa, Gdańsk
- 2000: Berek, Galeria a.r.t., Płock
- 2001: Na Spacer, Galeria Foksal, Warszawa
- 2003: Lekcja śpiewu 1 / Lekcja śpiewu 2, Fundacja Galerii Foksal, Warszawa
- 2003: Singing lesson 2, Galerie für Zeitgenössische Kunst Leipzig, Lipsk (Niemcy)
- 2003: Singing lesson, Wilkinson Gallery, Londyn (Wielka Brytania)
- 2004: Artur Żmijewski. Selected Works 1998–2003, MIT List Visual Arts Center, Boston (USA)
- 2004: Artur Żmijewski, Centre d’art Contemporain de Bretigny, Brétigny-sur-Orge (Francja)
- 2005: Powtórzenie, Polski Pawilon na 51. Międzynarodowym Biennale w Wenecji, Wenecja (Włochy)
- 2005: Artur Żmijewski, Kunsthalle, Bazylea (Szwajcaria)
- 2009–2010: Projects 91: Artur Żmijewski[4], Museum of Modern Art, Nowy Jork, Stany Zjednoczone
- 2020: Paweł Althamer, Artur Żmijewski – Pieśń ostateczna, Muzeum Sztuki Współczesnej w Krakowie MOCAK[5]

### Nagrody
- W 2000 za film „Oko za oko” zdobył główną nagrodę na prestiżowej wystawie Guarene Arte we Włoszech[6].
- W lutym 2010 Żmijewski otrzymał amerykańską nagrodę Ordway[7], przyznawaną przez New Museum w Nowym Jorku.
- W 2013 został laureatem Nagrody Krytyki Artystycznej im. Jerzego Stajudy